# Румор, Мариано
Мариано Румор (итал. Mariano Rumor; 16 июня 1915, Виченца — 22 января 1990, Виченца) — итальянский политик и государственный деятель, 57-й и 60-й премьер-министр Италии, член ХДП.

## Биография
Заочно получил высшее образование (филологическое). В 1946 году Румор Мариано становится членом Учредительного собрания. В 1948—1976 годах — депутат парламента.
C февраля 1959 — министр земледелия, в 1963 году полгода возглавлял министерство внутренних дел республики.
В феврале 1972 — июле 1973 — министр внутренних дел, в ноябре 1974 — июле 1976 — министр иностранных дел. В 1973 году пережил покушение, в ходе которого после взрыва бомбы погибло 4 и было ранено 45 человек, но сам Румор остался невредим.
С 1964 по 1969 год Румор — политический секретарь Христианско-демократической партии.
С 12 декабря 1968 по 6 августа 1970 года и с 26 июля 1973 по 23 ноября 1974 года Мариано Румор занимал пост Председателя Совета министров Италии.
Мариано Румор скончался 22 января 1990 года в родном городе Виченца.